# Василівка (Вигодянська сільська громада)
Васи́лівка (до 1774 року — Каная Мурза, до 1849 року — Барабой, Шостка, Шестаково) — село Вигодянської сільської громади в Одеському районі Одеської області в Україні. Населення за переписом 2021 року — 3902 осіб.
Село отримало сучасну назву на честь генерал-майора Василя Дубецького, який побудував у селі палац-садибу, пізніше відому як «Лігво Вовка».

## Історія

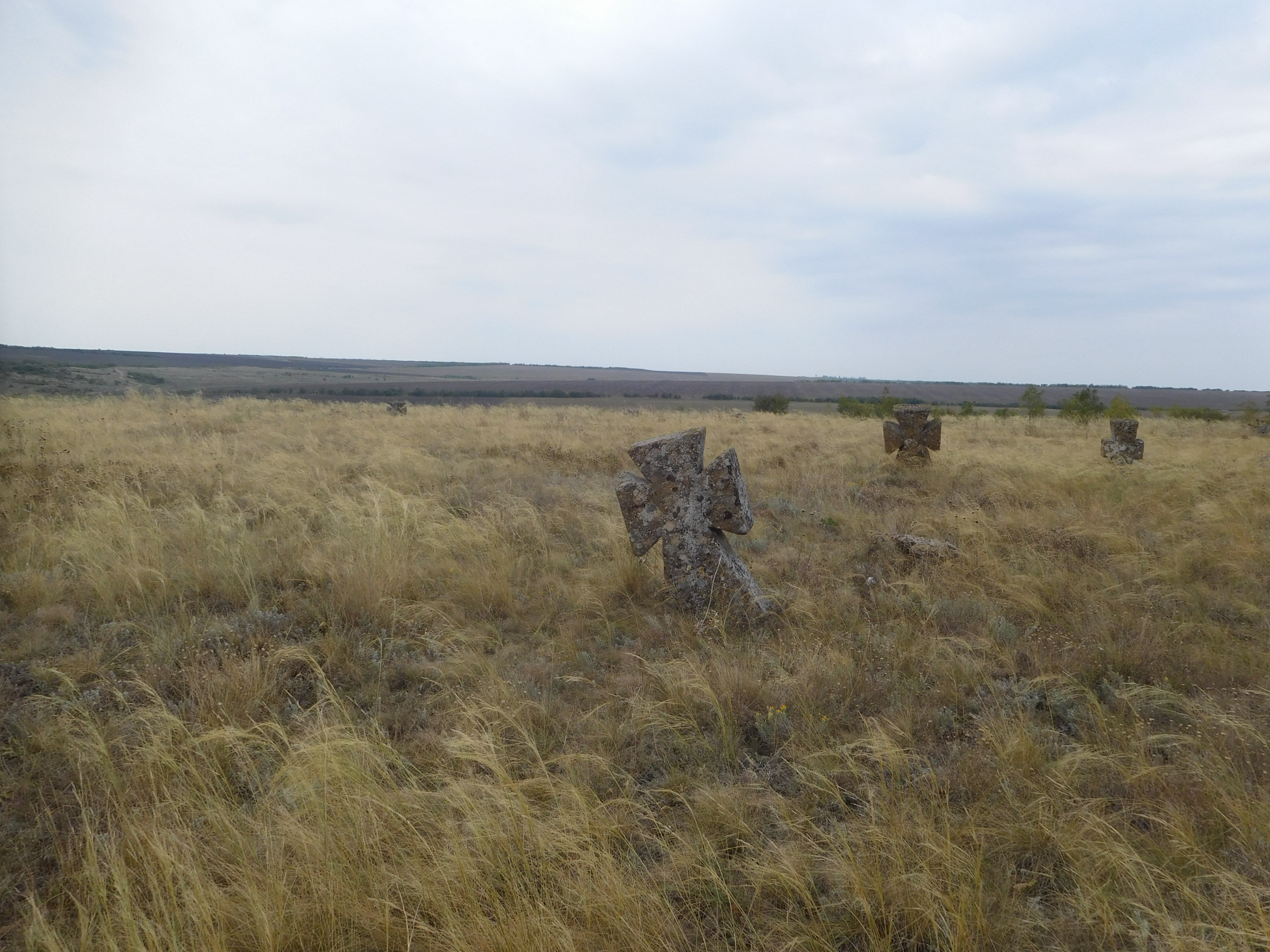
Старий козацький цвинтар в селі

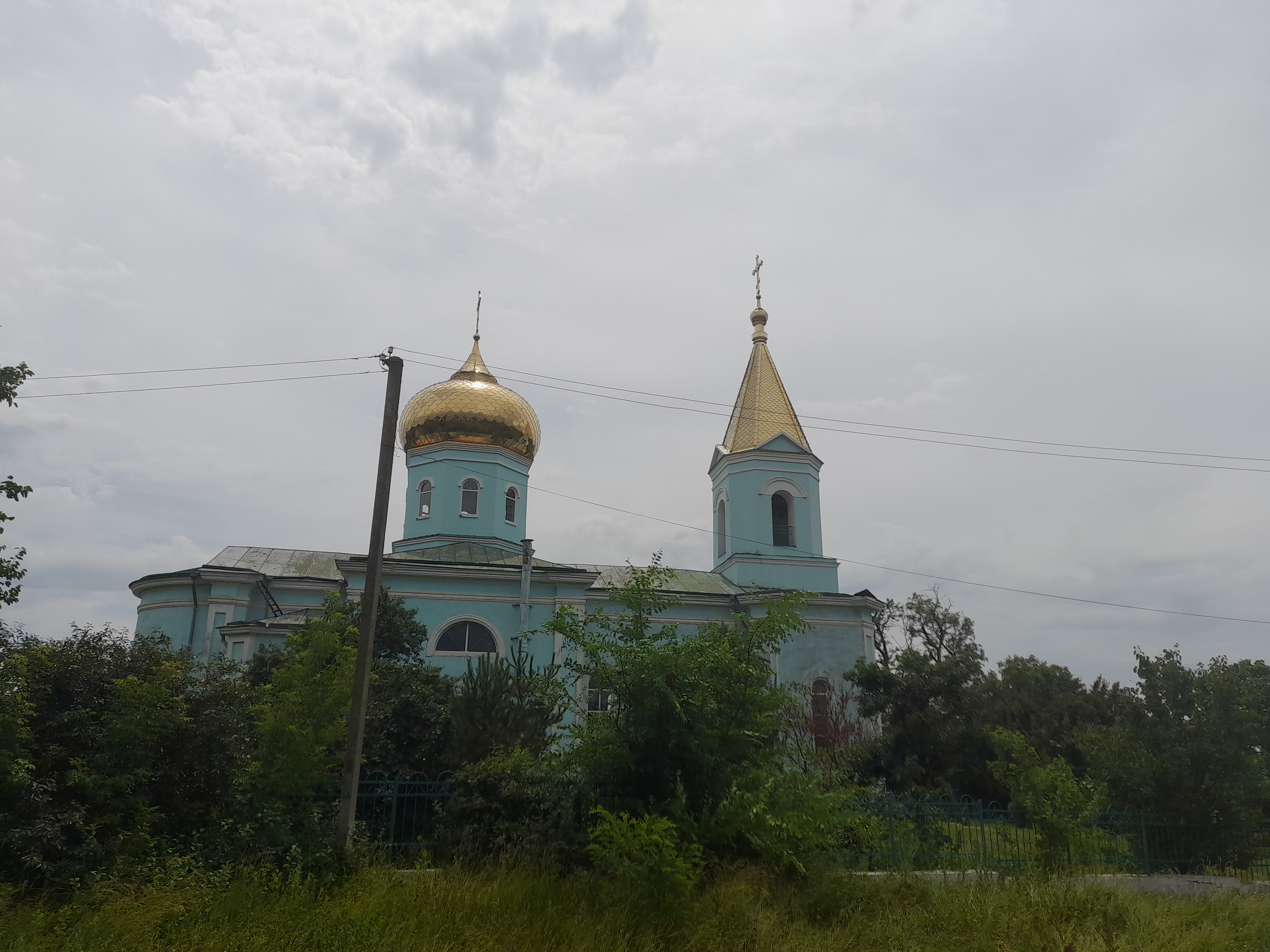
Петропавлівська церква

Вперше село згадується у 1770 році під назвою Каная Мурза або Каная Мурзи (крим. Kanaya Mirza — кривавий мурза). Це було татарське поселення, яке як зазначено знаходилося у Балці Канаєва (тоді так називали річку Барабой). Можливо, мова йде про історичну особу — останнього бея (лідера) Ногайської Орди — Каная, сина Дінбая, можливо, про його тезку.
Поширення такої назви може свідчити про переселення на цю територію до 1770-х років значної групи кочового ногайського поселення.
У «Відомостях Чорноморського війська» за 1791 рік на цьому місці згадується поселення на Барабойній. Село було розташоване на дорозі з Хаджибея до Бендер. Про це і сьогодні нагадує два старих козацьких цвинтаря із мальтійськими хрестами початку 19-го століття.
На початку 19-го століття село згадується під назвою Шостка, або Шестаково. До 1825 року Василівка належала до Тираспольського повіту, як і місто Одеса, а потім увійшла до новоствореного Одеського повіту, який був ліквідований по Жовтневій Революції. У 1846 році в поселенні Василівка була збудована Петропавлівська церква.
У 1859 році у Василівці було 23 двори, у яких мешкають 210 душ чоловічої статі та 138 жіночої статі. У селі була одна православна церква, базари та винокурний завод.
У 1887 році проживали 188 душ чоловічої та 180 душ жіночої статі.
Після більшовицького жовтневого перевороту у 1917 році, село Василівка увійшло до складу проголошеної УНР.
Під час УНР з 6 березня по 29 квітня 1918 року належала до землі Одеси (УНР).
З 1918 по 1923 рік Василівка належала до Мангеймської волості Одеського повіту Херсонської губернії.
Під час організованого радянською владою Голодомору 1932—1933 років померло щонайменше 19 жителів села.
12 вересня 1967 р. села Василівка, Бурківське, Варварівка, Мандрівка (кол. Мандрове руське + Мандрове німецьке) і Нове Василівської сільради об'єднані в один населений пункт — село Василівка.
Село значно розрослося у 1970-1980-ті роки, коли тут працював колгосп імені Кірова. У селі були збудовані чотириповерхові багатоквартирні будинки для колгоспників, яких переселяли сюди із Західної та Центральної України. Також був побудований двоповерховий Будинок культури, школа, дитячий садок, які й зараз діють.

## Населення
Згідно з переписом 1989 року населення села становило 2173 особи, з яких 994 чоловіки та 1179 жінок.
За переписом населення 2001 року в селі мешкало 2068 осіб.

### Мова
Розподіл населення за рідною мовою за даними перепису 2001 року:
| Мова       | Відсоток |
| ---------- | -------- |
| українська | 86,8 %   |
| російська  | 8,8 %    |
| румунська  | 2,23 %   |
| вірменська | 1,16 %   |
| болгарська | 0,24 %   |
| гагаузька  | 0,1 %    |
| білоруська | 0,05 %   |

## Пам'ятки
Серед пам'яток в селі є Петропавлівська церква, зведена у 1876 році (наразі — Московського патріархату), меморіал невідомому солдату, який включає власне братську могилу 56 вояків, загиблих у Другій світовій війні, і монумент на їх пам'ять,, а також Палац-Садиба Дубецьких, або «Лігво Вовка» — триповерховий палац, який в селі зазвичай називають «Панський дім».

### Палац-Садиба Дубецьких

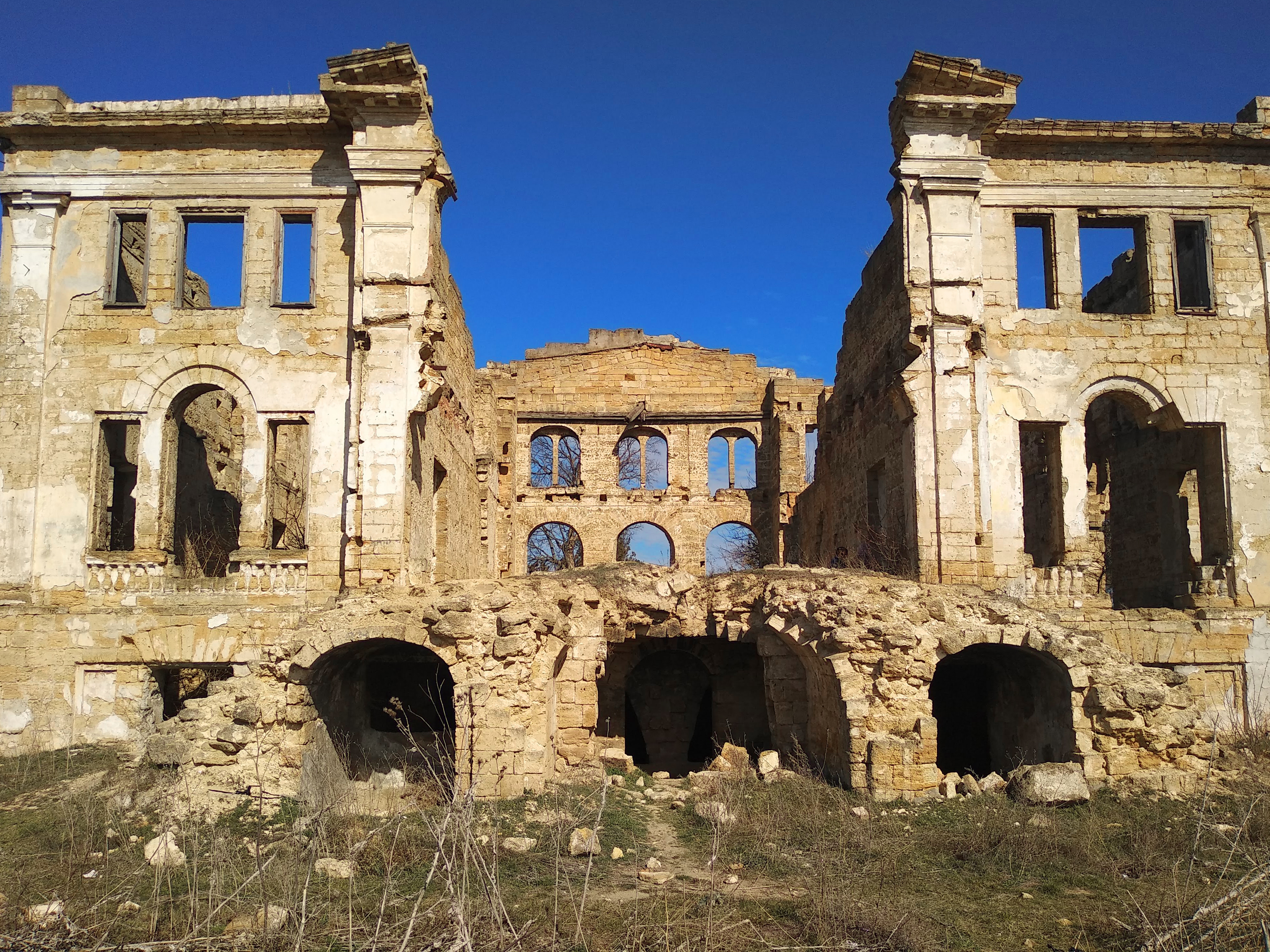
Руїни садиби Дубецьких

Найвідоміша пам'ятка села, Палац Дубецьких, була побудована між 1845 і 1848 роками. Архітектором найімовірніше був Франческо Боффо. До 1861 садиба належала генералу Василю Дубецькому. Після скасування кріпацтва у 1862 році була продана євреям Фішелю Бергмадському та Янкелю Сверліку. З 1885 році вона належала каховському купцю Костянтину Матвеєвичу Панкєєву. Син останнього, Сергій Панкеєв, відомий всьому світові як «людина-вовк», довгий час вважав себе вовком і проходив лікування у Зигмунда Фройда. За цей факт садиба дістала назву «Лігво Вовка».
Сергій Панкєєв так писав про палац-садибу:
Величезний, нагадує замок, сільський будинок, оточений старим парком, який поступово переходив в ліс. Тут був також ставок, досить великий для того, щоб називатися озером.— 

## У кінематографі
У Василівці проходили  зйомки наступних картин:
- 1981 — «Школа» (реж. М.Іллєнко)
- 1983 — «Я — син трудового народу» (реж. В.Стрелков)[13]
- 2012 — «Одеса-мама» (серіал)

## Відомі жителі
- Сергій Панкеєв — найвідоміший пацієнт Зигмунда Фрейда.
- Микола Овчаров — викладач та дослідник ораторського мистецтва, перекладач з латинської мови, кінорежисер, медіа-артист.